# Kosovo na letních olympijských hrách
Kosovo na letních olympijských hrách startuje od roku 2016. Toto je přehled účastí, medailového zisku a vlajkonošů na dané sportovní události.

## Účast na Letních olympijských hrách
| Dějiště LOH            | LOH      | Vlajkonoš                          | Zlatá medaile | Stříbrná medaile | Bronzová medaile | Celkem |
| ---------------------- | -------- | ---------------------------------- | ------------- | ---------------- | ---------------- | ------ |
| 2016 Rio de Janeiro    | LOH 2016 | Majlinda Kelmendiová               | 1             |                  |                  | 1      |
| 2020 Tokio             | LOH 2020 | Majlinda Kelmendiová, Akil Gjakova | 2             |                  |                  | 2      |
| 2024 Paříž             | LOH 2024 |                                    |               |                  |                  | x      |
| Celkem                 | 2        |                                    | 3             | 0                | 0                | 3      |
| Zdroj na Olympedia.org |          |                                    |               |                  |                  |        |